# 50/50
Pour plus de détails, voir Fiche technique et Distribution.
50/50 est un film américain réalisé par Jonathan Levine en 2010, sorti le 30 septembre 2011 aux États-Unis et le 16 novembre 2011 en France.

## Synopsis
Adam Lerner, 27 ans, est un journaliste dont la vie est pour le moins tranquille, entre sa petite amie Rachael, son meilleur ami et collègue Kyle, qui désapprouve cette relation et aussi sa mère dominatrice qui doit s'occuper de son père atteint de la maladie d'Alzheimer. Son quotidien sera chamboulé par le diagnostic d'un cancer.
Commence alors pour le jeune homme un réel questionnement sur la manière dont il doit gérer sa maladie.

## Fiche technique
- Titre français et original : 50/50
- Réalisation : Jonathan Levine
- Scénario : Will Reiser
- Décors : Annie Spitz
  - Décorateur de plateau : Shane Vieau
- Costumes : Carla Hetland
- Photographie : Terry Stacey
- Montage : Zene Baker (en)
- Musique : Michael Giacchino
- Casting : Sandra-Ken Freeman
- Direction artistique : Ross Dempster
- Production : Evan Goldberg, Seth Rogen et Ben Karlin
  - Production exécituve : Nathan Kahane, Will Reiser et Shawn Williamson
- Sociétés de production : Mandate Pictures et Relativity Media
- Sociétés de distribution : Summit Entertainment ( États-Unis), Lions Gate Film ( Royaume-Uni),  Metropolitan Filmexport ( France)
- Dates de tournage : du 22 février au 31 mars 2010 à Vancouver (Colombie-Britannique, Canada)
- Budget : 8 millions de dollarsUS
- Format d'image : Couleur - 2,35 : 1
- Pays de production :  États-Unis
- Langue originale : anglais
- Genre : Comédie dramatique
- Durée : 100 minutes
- Dates de sortie en salles  : 
  - États-Unis : 30 septembre 2011
  - France : 16 novembre 2011

## Distribution
Légende doublage : VF = Version Française,

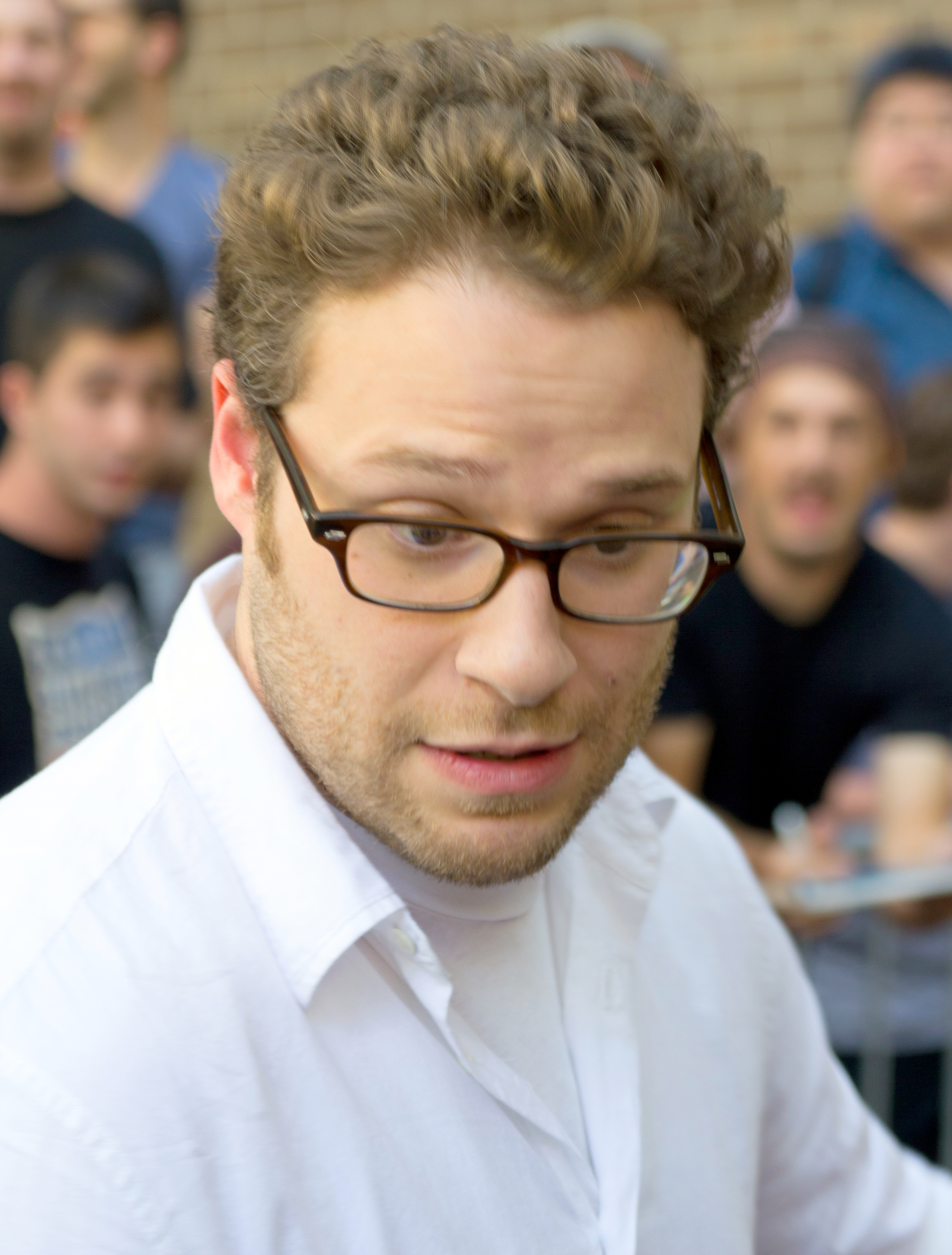
Seth Rogen pour la promotion du film au TIFF 2011.

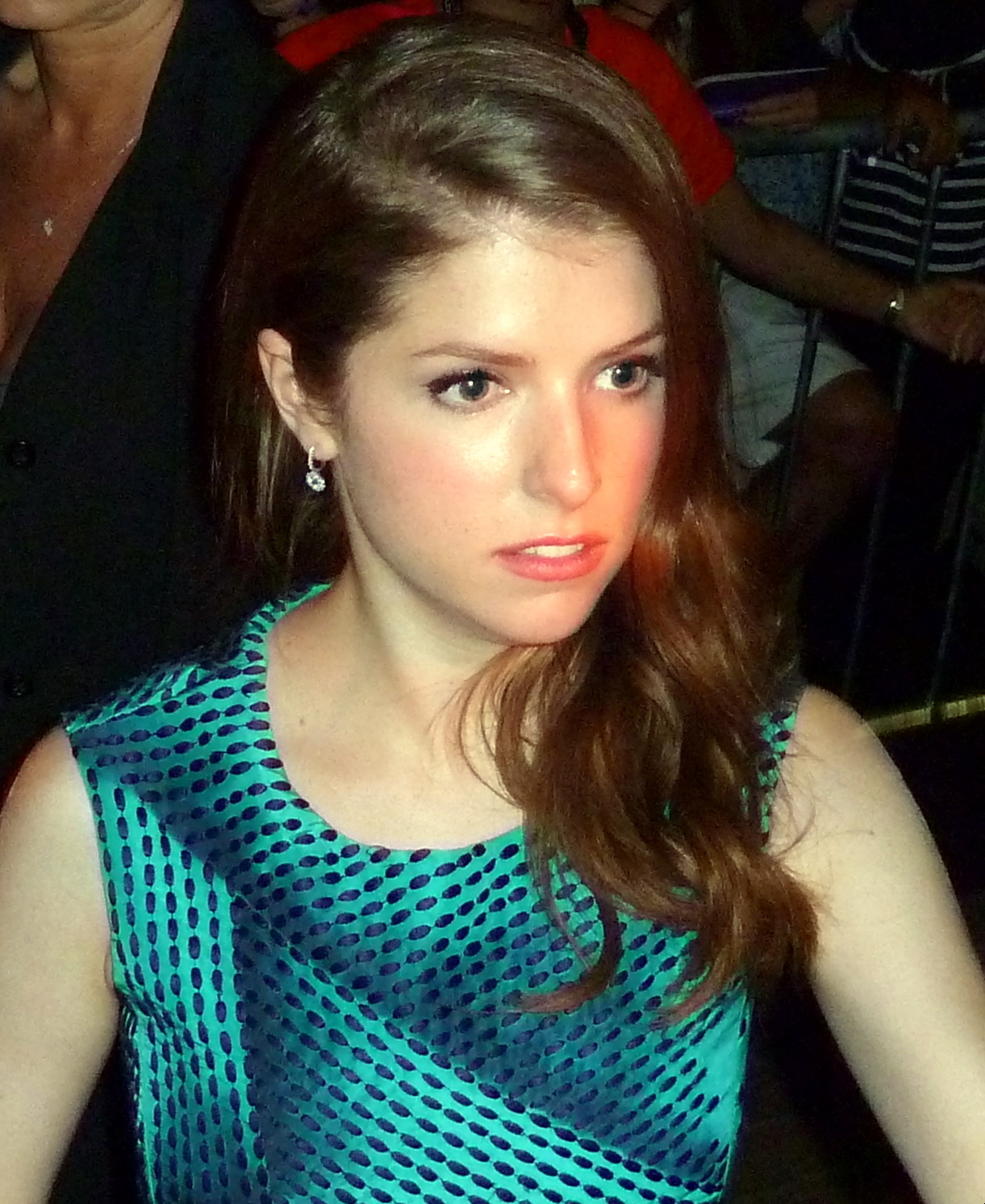
L'actrice principale Anna Kendrick, également au TIFF 2011.

- Joseph Gordon-Levitt (VF : Donald Reignoux ; VQ : Hugolin Chevrette-Landesque) : Adam
- Seth Rogen (VF : Christophe Lemoine ; VQ : Tristan Harvey) : Kyle
- Anna Kendrick (VF : Karine Foviau ; VQ : Catherine Bonneau) : Catherine
- Bryce Dallas Howard (VF : Ingrid Donnadieu ; VQ : Aline Pinsonneault) : Rachael
- Anjelica Huston (VF : Brigitte Virtudes ; VQ : Claudine Chatel) : Diane
- Serge Houde : Richard, le père (Alzheimer) d'Adam
- Andrew Airlie (VF : Nicolas Marié ; VQ : Marc Bellier) : Dr Roteinblum
- Matt Frewer (VF : Olivier Hémon ; VQ : Jacques Lavallée) : Mitch
- Philip Baker Hall (VF : Marc Cassot ; VQ : Denis Gravereaux) : Alan
- Donna Yamamoto (VF : Valérie Even) : Dr Walderson
- Sugar Lyn Beard : Susan
- Yee Jee Tso (en) : Dr Lee
- Sarah Smyth (en) : Jenny
- Peter Kelamis (en) (VF : Jerome Wiggins ; VQ : Gilbert Lachance) : Phil
- Jessica Parker Kennedy : Jackie
- Laura Bertram : Claire
- Marie Avgeropoulos : Allison

 Source et légende : version française (VF) sur RS Doublage et selon le carton du doublage français sur le DVD zone 2.

## Production

### Développement
- Le scénario écrit par Will Reiser est inspiré de sa vie personnelle : ce dernier est parvenu à lutter plusieurs années contre le cancer[4].
- Le film connut plusieurs titres tels que I'm With Cancer, puis Live with It, avant de choisir 50/50[5],[6].
- Avec 50/50, Seth Rogen officie pour la première fois en tant que producteur, après avoir été coproducteur ou producteur exécutif sur six films dans lequel il joue.

### Casting
- James McAvoy devait incarner Adam, mais renonça pour des problèmes d'horaire et fut remplacé par Joseph Gordon-Levitt[7].

## Réception

### Box-office
Pour un budget de 8 millions de dollars, le film a engendré un profit de 35 millions US aux États-Unis et 6 millions dans le reste du monde, pour un total de plus de 41 millions. Le long-métrage passe inaperçu en France avec seulement 18 249 entrées.

## Distinctions
- Prix du public au Festival international du cinéma indépendant Off Plus Camera de Cracovie en avril 2012[11]
- Prix du scénario original et du meilleur acteur pour Joseph Gordon-Levitt à l'Utah Film Critics Association